# S/2006 (1999 RT214) 1
S/2006 (1999 RT214) 1, também escrito como S/2006 (1999 RT214) 1, é o objeto secundário do corpo celeste denominado de 1999 RT214. Ele é um objeto transnetuniano que tem cerca de 69 km de diâmetro e orbita o corpo primário a uma distância de 3.300 km.